# Unsichtbar (Fernsehserie, 2024)
Unsichtbar (Originaltitel: Invisible) ist eine spanische Miniserie, basierend auf dem gleichnamigen Jugendroman von Eloy Moreno. Die Miniserie befasst sich mit dem Thema Mobbing und dessen Folgen. Ihre Uraufführung feierte die Miniserie am 5. Oktober 2024 im Rahmen der 57. Ausgabe des Sitges Film Festival. Die Premiere der Miniserie fand in Spanien am 13. Dezember 2024 auf Disney+ statt. Im deutschsprachigen Raum erfolgte die Erstveröffentlichung der Miniserie durch Disney+ am selben Tag.

## Handlung
Seit einem schlimmen Unfall, der fast tödlich endete, leidet der 12-jährige Capi an einer schweren posttraumatischen Belastungsstörung. Weder seine Schule noch seine Freunde oder seine Familie scheinen sich das Geschehen erklären zu können. Der Psychologe, der ihn behandelt, ist jedoch fest entschlossen, sich seine Geschichte anzuhören und herauszufinden, was wirklich passiert ist. Nach und nach fasst Capi Vertrauen zu ihm und erzählt ihm, dass er die Fähigkeit hat, sich unsichtbar zu machen, und dass die schrecklichen Albträume, die er jede Nacht hat, mit den Monstern und dem Drachen zusammenhängen, die ihn heimsuchen. Unterdessen setzt eine engagierte Lehrerin an Capis Schule alles daran, die vertuschten Vorkommnisse, die Capi betreffen, ans Licht zu bringen und aufzudecken, wovor alle die Augen verschließen.

## Besetzung und Synchronisation
Die deutschsprachige Synchronisation entstand nach den Dialogbüchern von Julia Kantner und Ulrich Georg sowie unter der Dialogregie von Gundi Eberhard durch die Synchronfirma EVA Studios Germany in Berlin.
| Rolle               | Schauspieler          | Synchronsprecher  |
| ------------------- | --------------------- | ----------------- |
| Capi                | Eric Seijo            | Tom Kanty         |
| Lehrerin            | Aura Garrido          | Alice Bauer       |
| Lehrerin (jung)     | Anastasia Russo       | Lara Sauerland    |
| Psychologe          | Miki Esparbé          | Jaron Löwenberg   |
| Zaro                | Izan Fernández        | Thoralf Theusner  |
| Kiri                | Liv Dobner            | Nele Zech         |
| MM                  | Diego Montejo         | Ben Hadad         |
| Betty               | Eva Rodríguez         | Marlene Schick    |
| Jairo               | Alejandro Gascó       | Tobias Grimm      |
| Nacho               | Nicolás Costi         | Nick Kanty        |
| Olivia              | Iratxe Emparan        | Svea Landersheim  |
| Izan                | Youssef Bougarouane   | Caspar Livland    |
| Luna                | Daniela Casas         | Clara Matthias    |
| Ana                 | Marián Álvarez        | Gundi Eberhard    |
| Mateo               | Carlos Santos         | David Brizzi      |
| Delia               | Esther Ortega         | Irina Wrona       |
| Manuel              | Font García           | Tilmar Kuhn       |
| Direktorin          | María Morales         | Silke Matthias    |
| Inspektorin         | Concha Delgado        | Marion Musiol     |
| Bacterio            | Manuel Sánchez Ramos  | Dirk Bublies      |
| Emi                 | Teresa Hurtado de Ory | Dorette Hugo      |
| Blanca              | Belén Fabra           | Magdalena Helmig  |
| Luis                | Jaime Zatarain        | Thomas Schmuckert |
| Núria               | Fátima Baeza          | Julia Biedermann  |
| Mutter der Lehrerin | Mariam Torres         | Corinna Mühle     |
| Vater der Lehrerin  | Fran Cantos           | Lars Cording      |
| Ärztin              | Raquel Martínez       | Claudia Lietz     |
| Stimme des Drachen  | David Verdaguer       | Jan-Marten Block  |

## Episodenliste
| Nr. | Deutscher Titel                            | Originaltitel                      | Erstveröffentlichung (Spanien) | Deutschsprachige Erstveröffentlichung (D/A/CH) |
| --- | ------------------------------------------ | ---------------------------------- | ------------------------------ | ---------------------------------------------- |
| 1   | Der unsichtbare Junge                      | El chico invisible                 | 13. Dez. 2024                  | 13. Dez. 2024                                  |
| 2   | Das Mädchen der hundert Armbänder          | La chica de las cien pulseras      | 13. Dez. 2024                  | 13. Dez. 2024                                  |
| 3   | Der Wespenjunge                            | El chico avispa                    | 13. Dez. 2024                  | 13. Dez. 2024                                  |
| 4   | Der Junge mit der Narbe an der Augenbraue  | El chico de la cicatriz en la ceja | 13. Dez. 2024                  | 13. Dez. 2024                                  |
| 5   | Der Junge mit der Wunde auf der Brust      | El chico de la herida en el pecho  | 13. Dez. 2024                  | 13. Dez. 2024                                  |
| 6   | Das Mädchen mit dem Drachen auf dem Rücken | La chica del dragón en la espalda  | 13. Dez. 2024                  | 13. Dez. 2024                                  |